# Lars Östlin
Lars Larsson Östlin, född 7 november 1818 i Ockelbo socken, Gävleborgs län, död 30 november 1906 i Ockelbo socken, Gävleborgs län, var en snickare och amatörorgelbyggare i Sverige. Han har byggt några mindre orglar i  Gästrikland och Hälsingland. Östlin var troligtvis självlärd orgelbyggare.

## Biografi
Östlin var troligen son till Lars Östlin (1789-ca 1860) och hustrun (1778-ca 1860). Östlin bodde före 1845 i Ovanåker. Östlin flyttade 1843 till Hesslinge i Lillkyrka socken och arbetade där hos orgelbyggaren Pehr Gullbergson. Han flyttade 1844 till Ovanåker.

### Stockholm
I januari 1845 flyttade han till Stockholm och blev snickarlärling hos snickarmästaren Stille. I november 1845 flyttade han till Klara församling och blev snickarlärling hos snickarmästaren Rambach.

### Ockelbo
1846 flyttade Östlin till Ockelbo. Han bodde från 1860 på Nordanåsbo nummer 2 i Ockelbo socken. Där arbetade han som snickare. Östlin avled 30 november 1906 på Nordanås och begravdes 9 december samma år.

## Orglar
| År         | Ursprunglig kyrka   | Stift   | Bild | Manualer | Pedal        | Stämmor | Bevarad orgel/fasad | Övrigt                                                                                        |
| ---------- | ------------------- | ------- | ---- | -------- | ------------ | ------- | ------------------- | --------------------------------------------------------------------------------------------- |
| 1860–1861  | Lingbo kyrka        | Uppsala |      |          |              | 5       | Nej/Nej             | En ny orgel byggdes 1912–1913 av Erik Henrik Eriksson, Gävle.                                 |
| 1880-talet |                     |         |      | 1        | Bihangspedal | 3       | Ja/Ja               | Hemorgel. Har tidigare varit placerad på Gävle museum. Den står idag i Kratte masugns kapell. |
| 1892       | Katrinebergs kapell | Uppsala |      | 1        | Bihangspedal | 5       | Ja/Ja               | Orgeln är mekanisk och har slejflådor.                                                        |